# Leonard Grandell
Leonard August Mathias Grandell, född 1 oktober 1894 i Nagu, död 2 februari 1967 i Helsingfors, var en finländsk militär. Han var bror till Axel Grandell. 
Grandell avlade studentexamen 1913 och inledde studier vid både Tekniska högskolan och Helsingfors universitet samt anslöt sig i mars 1915 till Pfadfinderkursen. Han fick därmed sin militära utbildning vid Preussiska jägarbataljonen 27; var med om striderna vid Misse, Schmarden och floden Aa. I februari 1918 återvände han till Finland i jägarnas huvudtrupp och deltog i striderna vid Tammerfors och Viborg som kompanichef och bataljonskommendör. Åren 1918–1922 tjänstgjorde han som chef för Jägarregementet 3, vid Generalstaben och krigsministeriet.
Grandell återvände ett år senare till aktiv tjänst vid huvudstaben för skyddskårerna. Efter att ha genomgått Krigshögskolan 1927 var han chef för mobiliseringsavdelningen vid Generalstaben, blev krigsekonomichef vid försvarsministeriet 1938 och försvarsmaktens ekonomichef 1940. Efter att ha uppnått generallöjtnants grad 1942 överfördes han till reserven i november 1944.
Grandell var därefter tillförordnad verkställande direktör för Valmet Ab 1944–1946 samt verkställande direktör och direktionsordförande i Aero Oy 1947–1960. Flygbolaget upplevde under hans tid en period av dynamisk utveckling. Han publicerade flera böcker och skrifter om militära operationer, Finlands armé, skyddskårerna och fälttygstjänst. Han skrev även skådespelet Jääkärit (tillsammans med Kersti Bergroth 1933) och (under pseudonymen Leo Novén) de filosofiska betraktelserna Detta sällsamma liv (1944) och Den stora sanndrömmen: tillvaron (1947).